# Macrosiphum corydalis
Macrosiphum corydalis är en insektsart som först beskrevs av Oestlund 1886.  Macrosiphum corydalis ingår i släktet Macrosiphum och familjen långrörsbladlöss. Inga underarter finns listade i Catalogue of Life.